# Comerç àrab d'esclaus

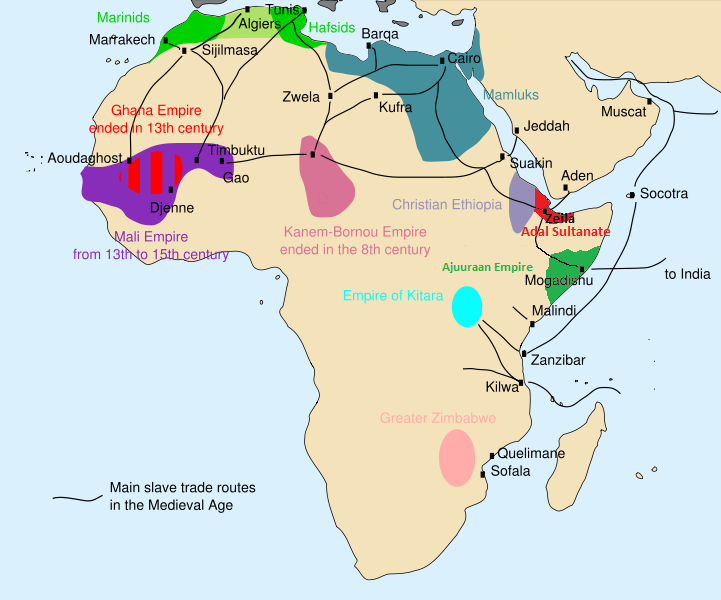
Les principals rutes de comerç d'esclaus a Àfrica durant l'edat mitjana.

El comerç àrab d'esclaus era la pràctica de l'esclavitud al món àrab, sobretot a Àsia Occidental, Àfrica del Nord, Àfrica oriental, la Banya d'Àfrica i certes parts d'Europa (com Ibèria i Sicília). Aquest comerç es va produir principalment entre l'edat mitjana i principis del segle XXI. El comerç es va dur a terme a través dels mercats d'esclaus en aquestes àrees, amb esclaus capturats majoritàriament a l'interior d'Àfrica.

## Abast del comerç

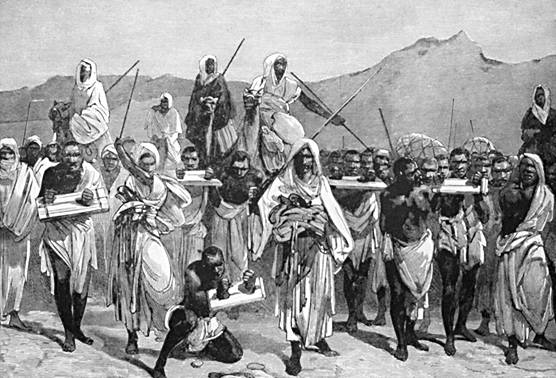
Un gravat europeu del mostrant una caravana àrab transportant esclaus africans a través del Sàhara.

El comerç d'esclaus a través del Sàhara i a tot l'Oceà Índic també té una llarga història, que comença amb el control de les rutes marítimes per àrabs musulmans i comerciants suahilis en la Costa Suahili durant el segle ix (vegeu Sultanat de Zanzíbar). Aquests comerciants van capturar esclaus bantus (zanj) de l'interior, a l'actual Kenya, Moçambic i Tanzània i els va portar al litoral. Allí els esclaus foren assimilats gradualment a les zones rurals, en particular a les illes Unguja i Pemba.
Els captius eren venuts a tot l'Orient Mitjà. Aquest comerç es va accelerar amb vaixells millors que van conduir a un major comerç i una major demanda de mà d'obra a les plantacions de la regió. Amb el temps, eren capturats desenes de milers de captius cada any.
El comerç d'esclaus a l'oceà Índic era multi-direccional i canviava amb el temps. Per satisfer la demanda de treball de baixa categoria, els esclaus bantus comprats per comerciants d'esclaus àrabs d'Àfrica Sud-oriental es venien en forma acumulativa durant segles un gran nombre de clients a la península Aràbiga Egipte, el Golf Pèrsic, Índia, les colònies europees a l'Extrem Orient, les illes de l'Oceà Índic, Etiòpia i Somàlia.
El treball esclau a l'Àfrica oriental el proporcionaven els zanj, pobles bantus que vivien al llarg de la costa d'Àfrica Oriental. Durant segles els zanj van ser enviats com esclaus pels comerciants àrabs a tots els països que voregen l'Oceà Índic. Els califes omeies i abbàssides van reclutar molts esclaus zanj com a soldats i, ja en 696, hi havia revoltes d'esclaus zanj contra els seus esclavitzadors àrabs a l'Iraq (vegeu Revolta dels zanj). Els antics textos xinesos també esmenten ambaixadors de Java que es presenten a l'emperador xinès amb dos esclaus Seng Chi (zanj) com a regal, i els esclaus Seng Chi arribaren a la Xina des del regne hindú de Srivijaya a Java.
La revolta dels zanj foren una sèrie d'aixecaments que van tenir lloc entre 869 i 883, prop de la ciutat de Bàssora, situada a l'actual Iraq, que es creu que van implicat zanj esclavitzats que originalment havia estat capturat de la regió dels Grans Llacs Africans i a zones més al sud d'Àfrica oriental. Va créixer per involucrar més de 500.000 esclaus i homes lliures que van ser importats de tot l'imperi musulmà i va causar més de "desenes de milers de morts al baix Iraq".
El zanj que van ser portats com a esclaus a l'Orient Mitjà eren utilitzats sovint en els més durs treballs agrícoles. A mesura que creixia l'economia de plantació i els àrabs s'enriquien, l'agricultura  i altres treballs de mà d'obra eren considerats degradants. La resultant escassetat de mà d'obra va conduir a un augment del mercat d'esclaus.
| « | És cert que un gran nombre d'esclaus van ser exportats des d'Àfrica oriental; la millor prova d'això és la magnitud de la revolta zanj a l'Iraq al segle ix, encara que no tots els esclaus implicats eren zanj. Hi ha poca evidència que part de l'Àfrica Oriental venien els zanj, perquè el nom aquí s'usa aquí en el seu sentit més general, més que per designar el tram determinat de la costa, des d'aproximadament 3°N a 5°S, a la qual també s'aplicava el nom. | » |

Els zanj eren necessaris per tenir cura de: 
| « | el delta del Tigris i l'Eufrates, que s'havia convertit en una regió pantanosa abandonada com a resultat de la migració camperola i les repetides inundacions, podrien ser recuperada mitjançant mà d'obra intensiva. Els propietaris rics "havien rebut concessions extenses de terra de les marees amb la condició que la dediquessin al cultiu." La canya de sucre era el producte prominent de les seves plantacions, especialment a la província de Khuzestan. Els zanj també va treballar les mines de sal de Mesopotàmia, especialment al voltant de Bàssora. | » |

Els seus treballs consistien en eliminar la capa superior del sòl nitrós que veia la terra cultivable. Es considera que les condicions de treball també eren extremadament dures i miserable. Moltes altres persones van ser importats a la regió a més dels zanj.

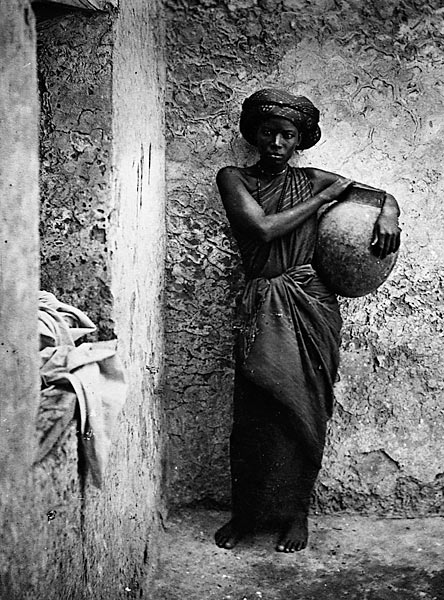
Una dona esclava bantu a Mogadishu (1882–1883).

Els musulmans també van esclavitzar europeus. Segons Robert Davis, entre 1 milió i 1,25 milions d'europeus van ser capturats entre els segles xvi i XIX per corsaris barbarescs, que eren vassalls de l'Imperi Otomà, on hi eren venuts com a esclaus. Aquests esclaus van ser capturats principalment de pobles costaners d'Itàlia, Espanya i Portugal i també de llocs més distants com França o Anglaterra, Holanda, Irlanda i fins i tot d'Islàndia. També es van prendre dels vaixells atacats pels pirates.
Els efectes d'aquests atacs van ser devastadors: França, Anglaterra, Espanya i van perdre cadascuna milers de vaixells. Llargs trams de les costes espanyoles i italianes van quedar gairebé totalment abandonades pels seus habitants, a causa dels freqüents atacs pirates. Les incursions pirates desanimaren l'establiment al llarg de la costa fins al segle xix.
Les expedicions periòdiques musulmanes de saqueig eren enviades des de l'Àndalus per devastar els regnes ibèrics cristians, aconseguint botí i esclaus. En una incursió contra Lisboa en 1189, per exemple, el califa almohade amazic musulmà, Abu-Yússuf Yaqub al-Mansur, es va dur 3.000 dones i nens captius, mentre que el seu governador de Còrdova, en un atac posterior a Silves en 1191 es va dur 3.000 esclaus cristians.
Les guerres otomanes a Europa i les incursions tàtars (encara que no pròpiament àrabs) va portar un gran nombre d'esclaus cristians europeus al món musulmà. En 1769 l'última gran incursió tàrtara va veure la captura de 20.000 esclaus russos i polonesos.
Patrick Manning estableix que un imperatiu religiós no era el conductor de l'esclavitud. No obstant això, si una població no musulmana es negava a pagar l'impost jizya de protecció/submissió, aquesta la població es considerava en guerra amb la "umma (nació)" musulmana, i era legal sota la llei islàmica prendre esclaus d'aquesta població no musulmana. L'ús dels termes "comerç islàmic" o "món islàmic" ha estat qüestionats per alguns musulmans, ja que tracta Àfrica com fora de l'islam, o una part insignificant del món islàmic. Segons els historiadors europeus, els propagadors de Islam a l'Àfrica sovint revelen una actitud cautelosa vers el proselitisme a causa del seu efecte en la reducció del potencial reservori d'esclaus.
El subjecte es fusiona amb el tràfic d'esclaus oriental, que va seguir dues rutes principals a l'edat mitjana:
- Rutes per terra a través dels deserts del Magrib i Màixriq (ruta trans-Sàhara)[29]
- Les rutes marítimes cap a l'Àfrica Oriental a través del Mar Roig i l'Oceà Índic (ruta Oriental)[30][31]

El comerç àrab d'esclaus es va originar abans de l'islam i va durar més d'un mil·lenni. Per satisfer la demanda de treball a les plantacions, hi van enviar aquests esclaus zanj capturats en vaixell a la península aràbiga i al Proper Orient, entre altres àrees.

### Del al segle XXI

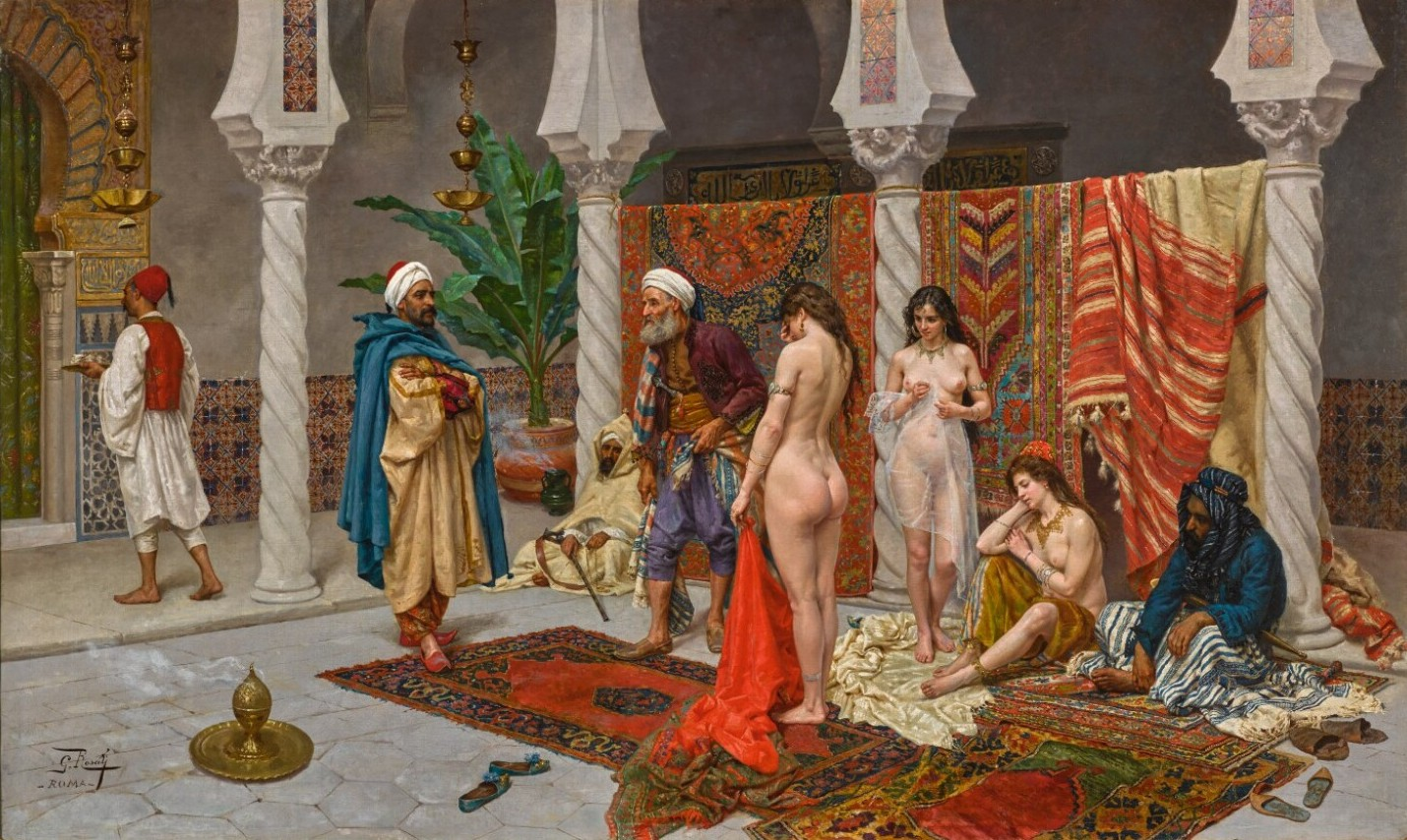
Giulio Rosati, Inspecció de Noves Arribades, 1858–1917, belleses circassianes.

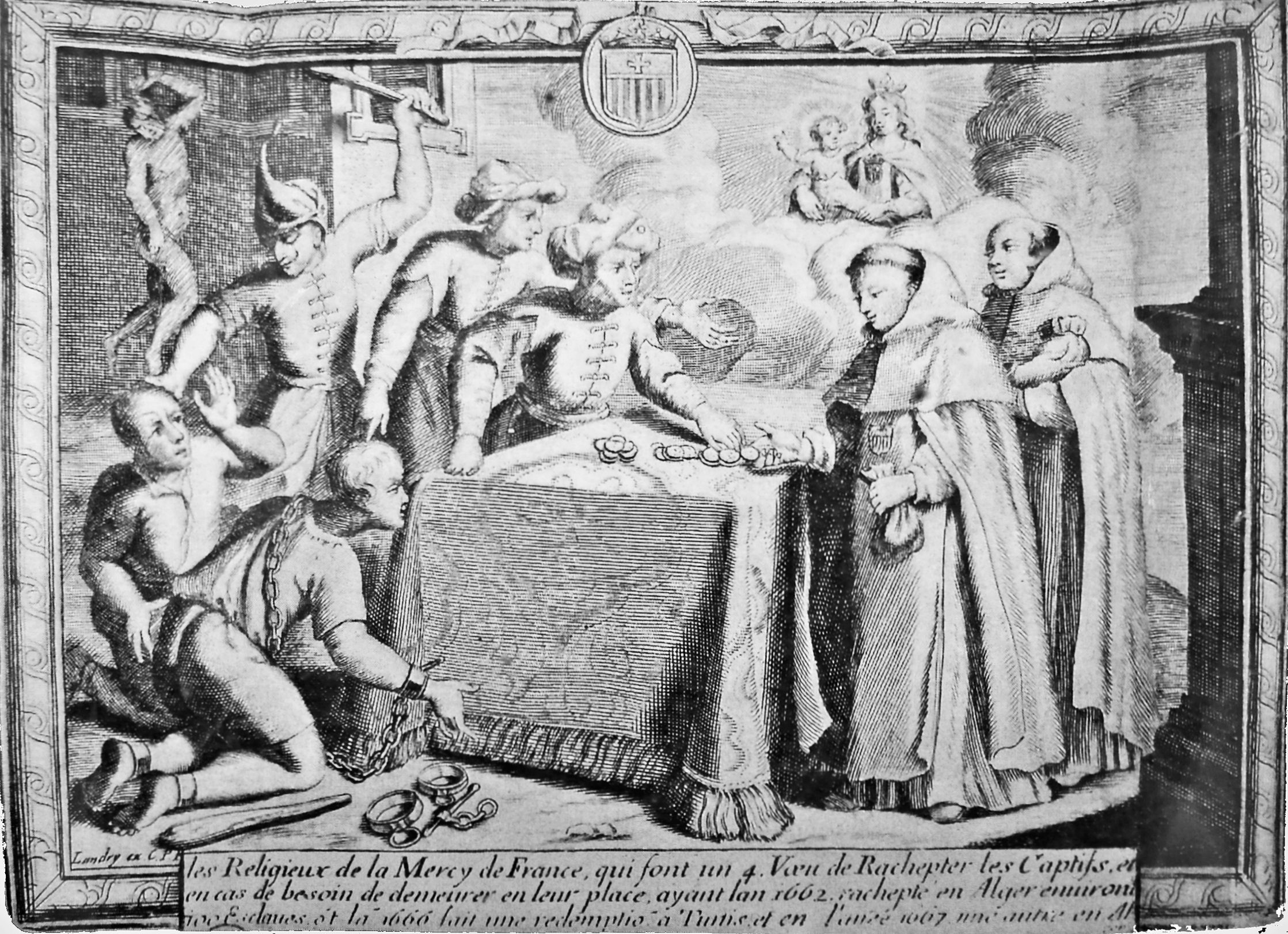
Compra de captius cristians per monjos catòlics a Barbaria.

### Fonts àrabs medievals

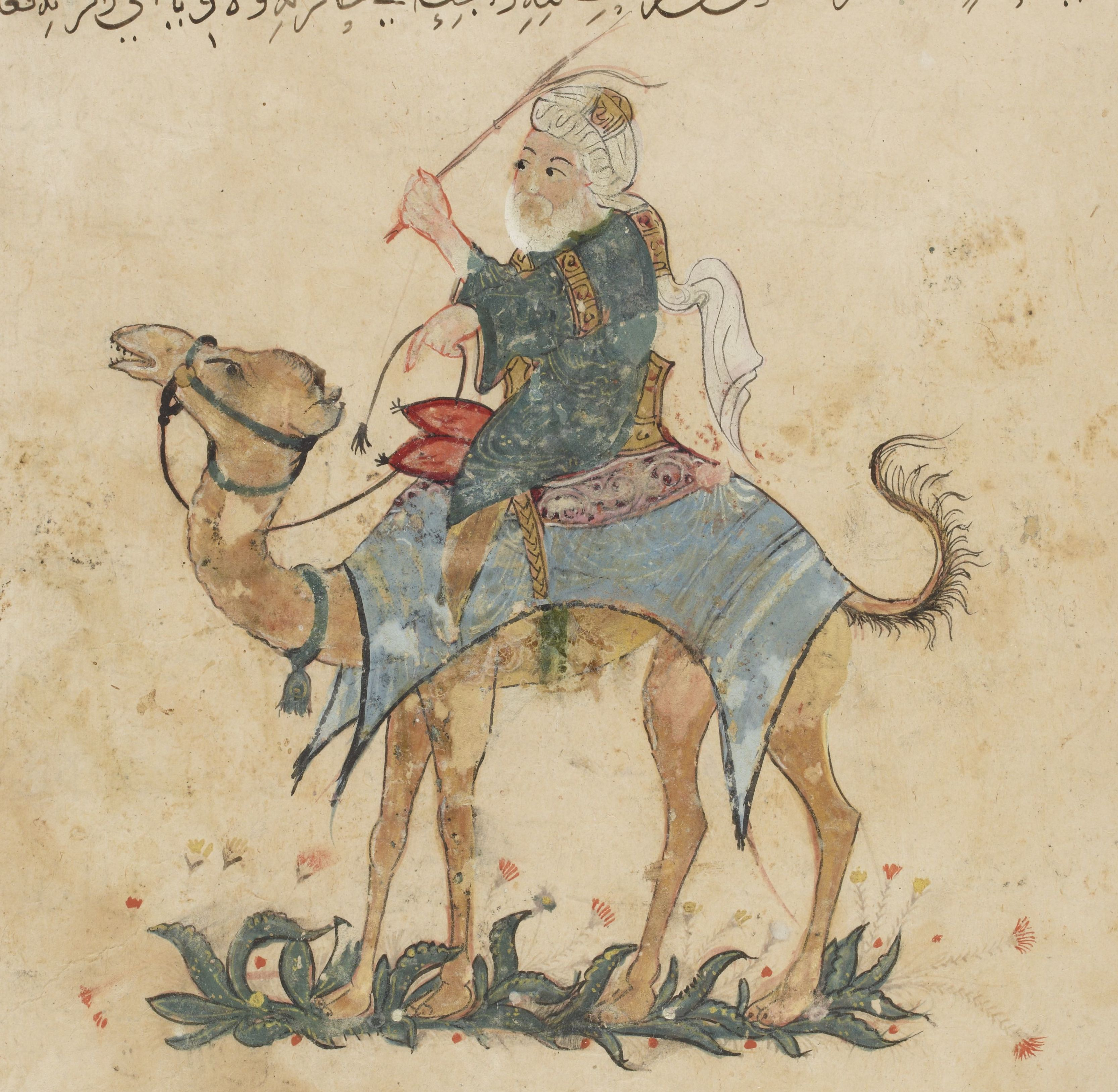
Ibn Battuta, un geògraf amazic que visità l'Àfrica subsahariana en el. Per Yahya ibn Mahmud al-Wasiti

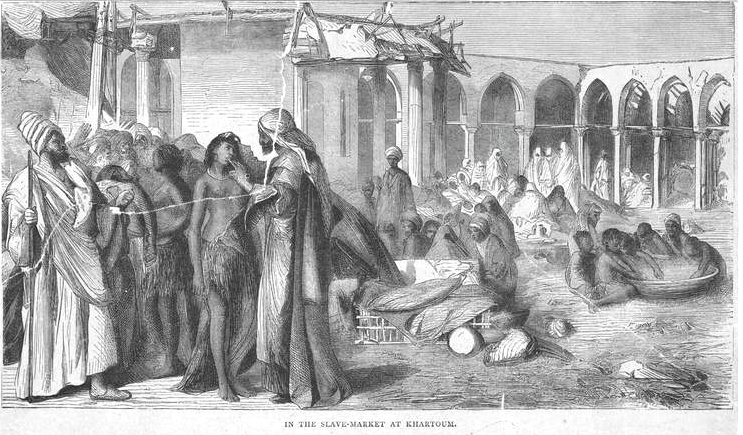
Mercat d'esclaus a Khartoum, Sudan, c. 1876.

### Texts europeus (segles XVI – XIX)

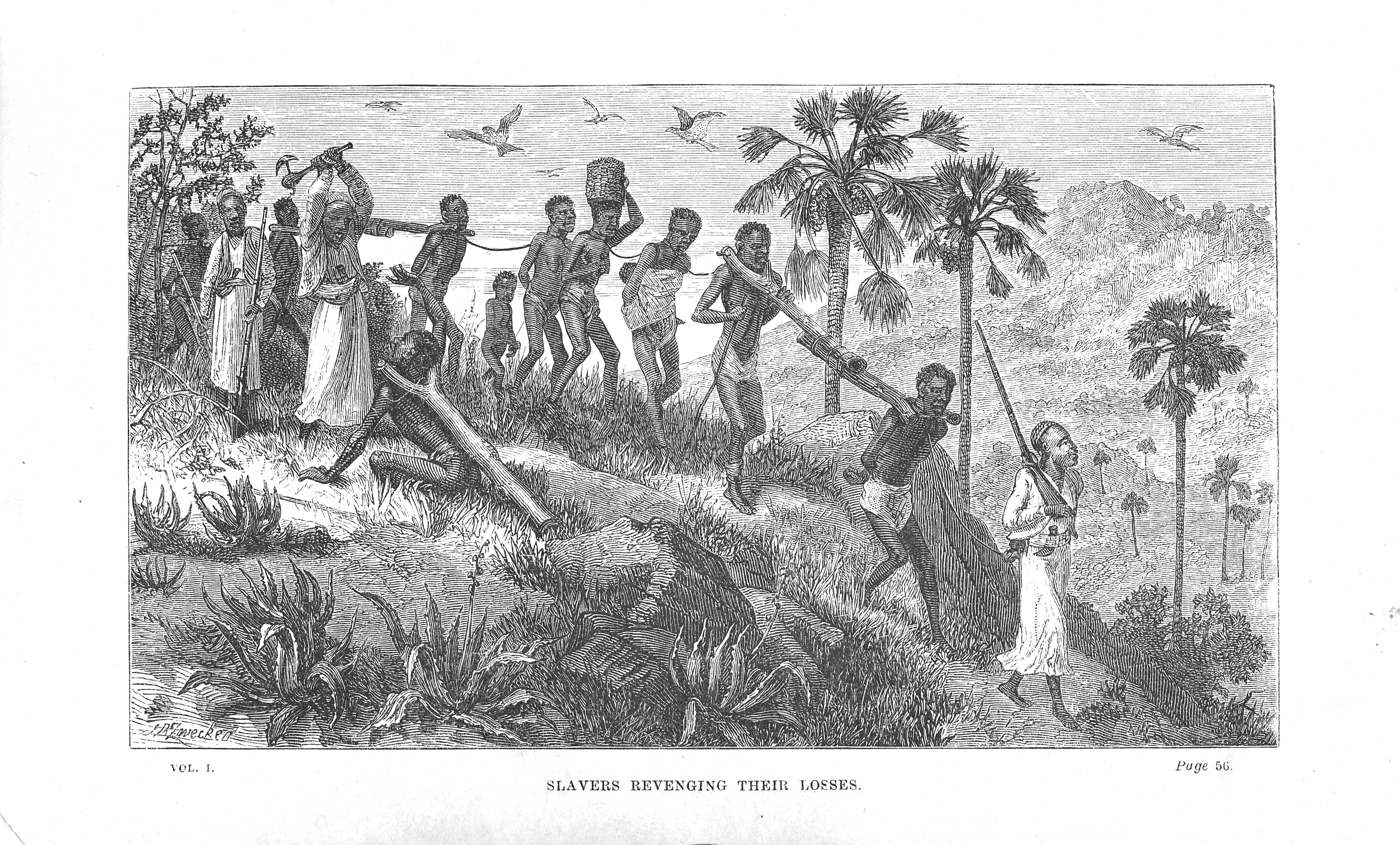
Comerciants àrabs d'esclaus i llurs captius al riu Ruvuma a Moçambic.

### El món islàmic

El mercat d'esclaus (c. 1866), per Jean-Léon Gérôme.

### Perspectiva àrab dels africans

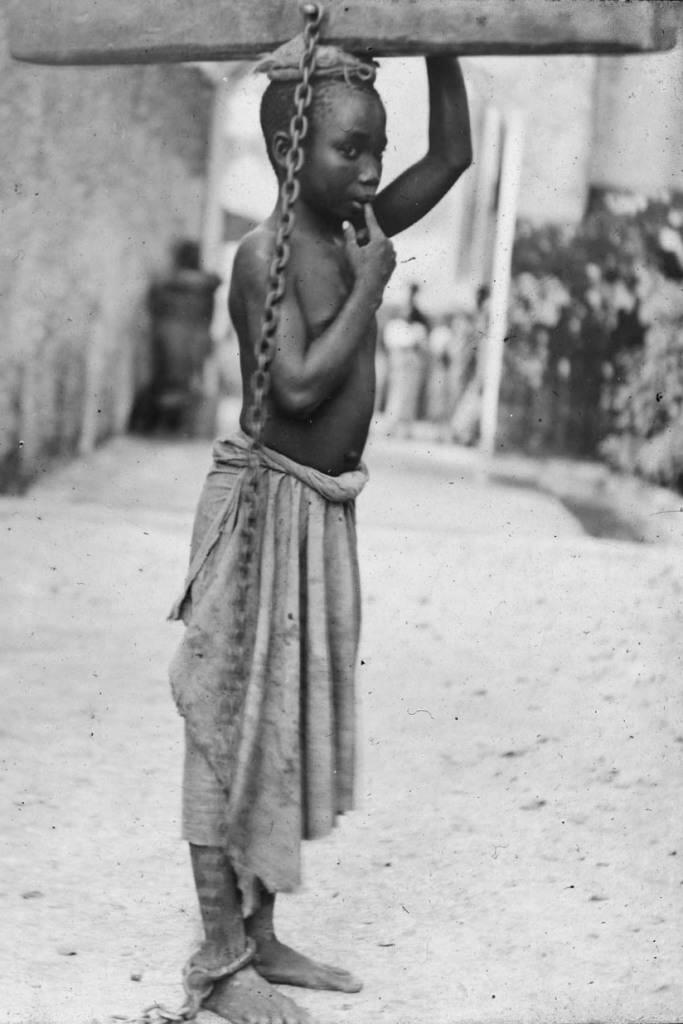
Esclau castigat pel seu amo musulmà a Zanzíbar.

### Àfrica: segles VIII – XIX

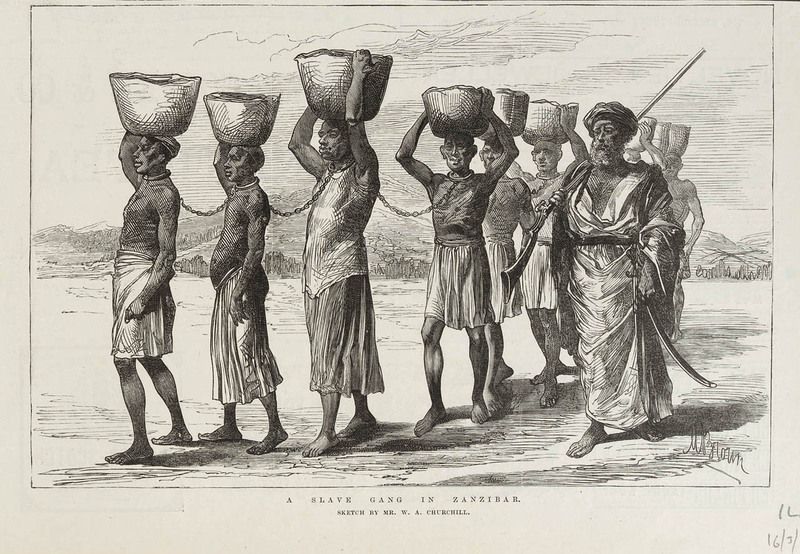
Grup d'esclas zanj a Zanzibar (1889).

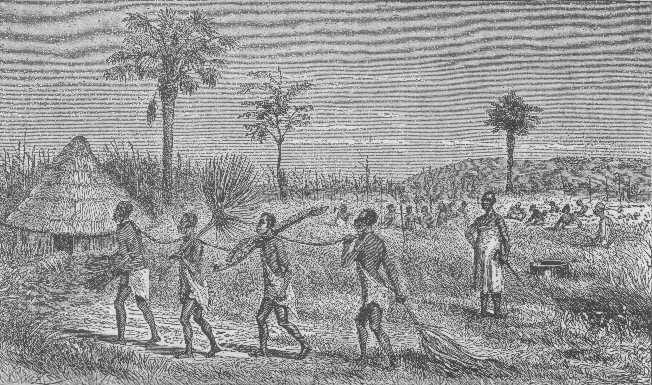
Esclaus a Àfrica Oriental – il·lustració de finals del.